# 東明銀行
株式会社東明銀行（とうめいぎんこう）はかつて日本に存在した銀行。

## 概要
1924年に報徳銀行と東京報徳銀行が合併して設立された。

## 沿革

### 旧報徳銀行
- 1898年9月29日 - 東京秋葉銀行設立。本店所在地は東京。
- 1909年7月5日 - 報徳銀行に改称。
- 1922年12月24日 - 取り付け騒ぎにより2週間の休業を発表。以後、営業再開の延期を繰り返す。
- 1923年12月26日 - 営業再開。

### 旧東京報徳銀行
- 1898年9月・10月頃 - 東洋貯蓄銀行設立。本店所在地は東京。
- 1921年11月 - 報徳銀行の傘下に入り、報徳貯蓄銀行に改称。
- 1923年12月以前 - 東京報徳銀行に改称。

### 合併後
- 1924年8月6日 - 東京報徳銀行と報徳銀行の対等合併により新設。
- 1929年12月23日 - 破産宣告を受ける。